# みどりバス
みどりバスは、東京都練馬区が運行するコミュニティバスの愛称。
当初の成立経緯（後述）から3種類の名称で運行されていたものを、2009年7月16日に「みどりバス」の名称に統一した。そのうち最初の旧・練馬区シャトルバス（現・保谷ルート）は1991年に運行開始と、コミュニティバスとしては全国的にも早い時期の開業となっている。
全6ルートのうち3ルート（保谷ルート、関町・南大泉ルート、大泉ルート）を西武バス上石神井営業所、2ルートを国際興業バス練馬営業所（北町ルート・氷川台ルート）が受託している。

## 概要
練馬区内のコミュニティバスは、1991年に試行運行開始、翌年から本格運行開始した区内の行政機関の連絡用の練馬区シャトルバス、交通空白地域の循環バスとして2003年に試行運行開始した練馬区バス交通実験、福祉施設送迎用バスを出自とし、2005年に区内病院へのアクセスを主眼として運行開始した練馬区福祉コミュニティバスの3種類の名称で運行されていた。この3種類の名称・サービスの統一に際し、「みどりバス」の愛称が制定された。
このうち、練馬区福祉コミュニティバスについては、2005年5月に東京福祉バスが練馬区から運行受託し、同年7月に試行運行を開始した後、同社が2007年3月31日まで道路運送法21条の2（貸切免許による運行）で受託していたが、前年2006年の道路運送法改正により、原則として貸切免許による乗合運行ができなくなったことから、乗合免許を持たない東京福祉バスが撤退し、2007年年4月1日より道路運送法4条の一般乗合旅客自動車運送事業者（西武バス・国際興業バス）による運行に変更したものである。
また、1991年に運行開始した練馬区シャトルバスは、コミュニティバスとしては早期の1990年代初頭の開業であり、西武バス最初のコミュニティバス運行受託であった。上石神井営業所ではこれに続き、1996年には旧・保谷市のコミュニティバス「キャンバス」を運行受託した（その後合併により西東京市はなバスに発展し、滝山営業所へ移管）。また西武バス全体では、新座営業所で1994年に朝霞市内循環バス、翌1995年に新座市シャトルバス（2007年廃止）の運行受託も開始している。

## 沿革
- 1991年（平成3年）8月20日 - 旧・練馬区シャトルバス（保谷 - 光が丘、関出張所 - 練馬区役所）が試行運行開始。
- 1992年（平成4年）4月1日 - 旧・練馬区シャトルバス本格運行開始。
- 1997年（平成9年）12月29日 - 旧・練馬区シャトルバス関出張所線が廃止。
- 2003年（平成15年）3月3日 - 練馬区バス交通実験（現・北町ルート）を運行開始。
- 2005年（平成17年）
  - 5月 - 東京福祉バスが練馬区福祉コミュニティバスを運行受託[3]。
  - 7月11日 - 練馬区福祉コミュニティバス関町福祉園線（現・関町ルート）が運行開始、東京福祉バスが担当。
  - 7月25日 - 練馬区福祉コミュニティバス氷川台福祉園線（現・氷川台ルート）が運行開始、東京福祉バスが担当。
- 2007年（平成19年）4月1日 - 東京福祉バスが受託していた練馬区福祉コミュニティバスを、西武バス・国際興業バスへ移管。
- 2009年（平成21年）7月16日 - 練馬区シャトルバス、練馬区バス交通実験、練馬区福祉コミュニティバスの名称を「みどりバス」に統一。
- 2011年（平成23年）3月11日 - 同日発生した東日本大震災による燃料供給事情悪化の影響で、北町ルート・氷川台ルートは3月15日から24日、保谷ルート・関町ルート・大泉ルートは3月16日から21日まで運休する。
- 2014年（平成26年）4月16日 - 氷川台ルートの経路を変更。光03系統（光が丘駅 - 練馬区役所）の廃止代替として、練馬駅・東武練馬駅を経由する経路へ変更。
- 2022年（令和4年）10月11日 - 練馬光が丘病院の移転により、光が丘駅周辺で経路変更。
- 2025年（令和7年）4月1日 - バスの利用者の減少・人件費や燃料費の高騰・運転手不足のため、路線の統合・分割、ダイヤ改正を行った。

## 運賃・乗車券類
2019年10月1日の消費税率引き上げ時に改定された、みどりバスの現行運賃は以下のとおり。
- 大人220円、小学生110円（現金・IC運賃共通）。未就学児は無料[4]。
- PASMO・Suicaおよび交通系ICカード全国相互利用サービス対応の交通系ICカードが利用できる[4]。
- 東京都シルバーパスが利用できる[4]。
- 65歳以上で年齢確認ができる身分証明書を提示した高齢者、各種障害者手帳（身体障害者手帳・療育手帳・精神障害者保健福祉手帳）、東京都発行の心身障害者民営バス乗車割引証を提示した障害者（等級により介護者1人も含む）は割引が適用され、運賃半額となる[4]。

### 定期券・一日乗車券の扱い
- 西武バスの運行路線では同社が発行する、IC一日乗車券「1DayPass」[5]、金額式IC定期券[6]、金額式通学IC定期券「学トクIC定期券」「小学生定期券」[7]がそれぞれ利用可能である。
- 国際興業バスの運行路線では同社が発行する、IC一日乗車券[8]、金額式IC定期券[9]、高齢者専用定期券「彩京のびのびパス」[10]が利用できる。なお過去に販売されていた都区内専用紙式一日乗車券「都内乗り継ぎ一日乗車券」も利用できたが、2021年4月25日をもって販売終了した[9]。

## 現行路線
各路線の系統番号は、西武バスでは設定されていないが、国際興業バスでは公式ウェブサイトに掲載されている。なお、実際の車両には系統番号は表示されない。

### 保谷ルート

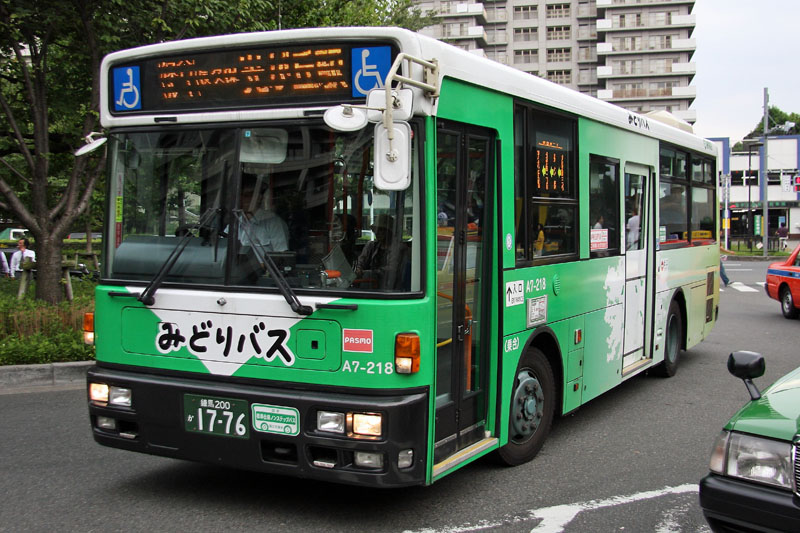
保谷ルートの車両
（西武バス、A7-218号車）

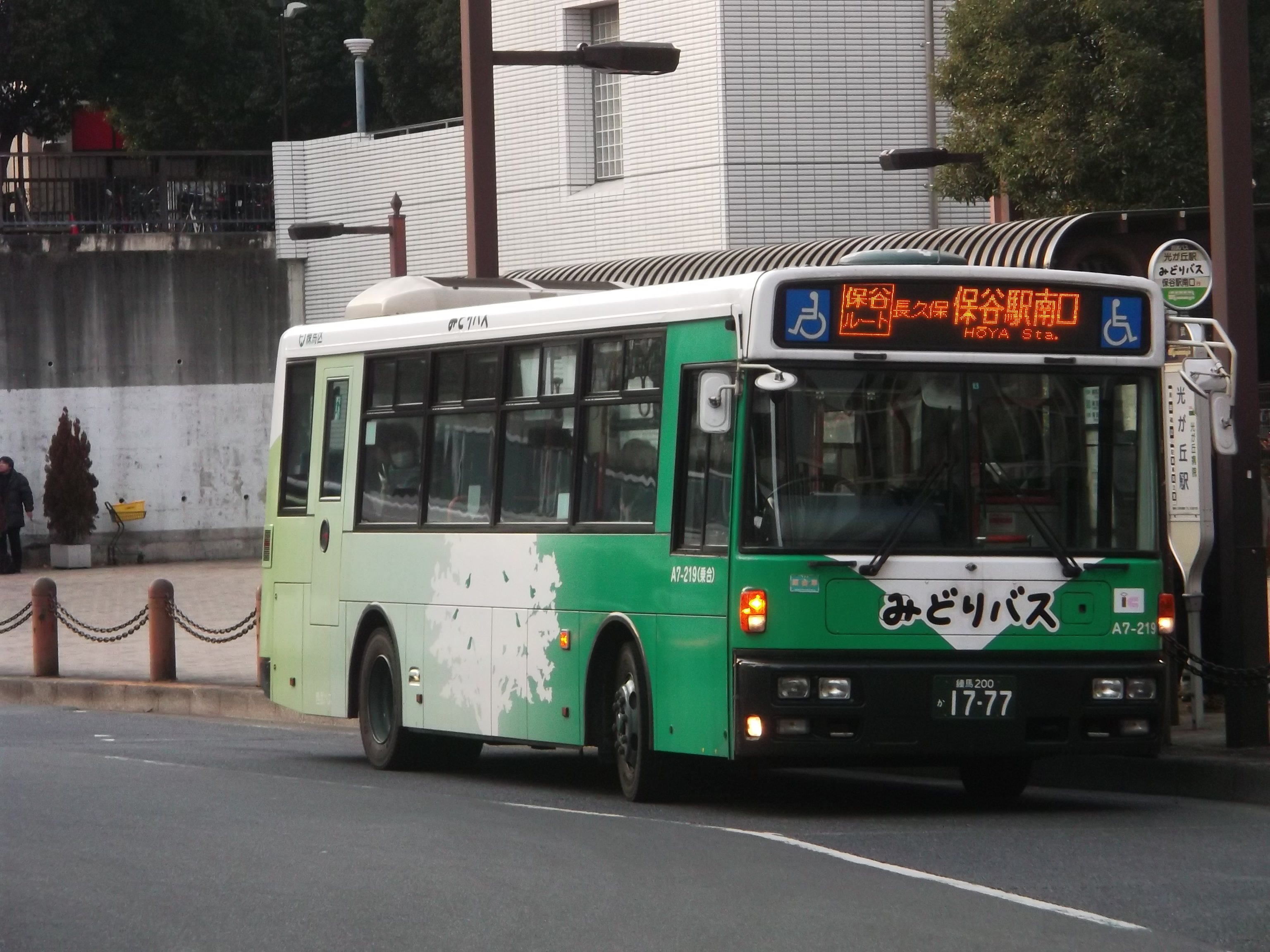
光が丘駅に停車する保谷ルート
（西武バス、A7-219号車）

- 保谷駅北口 - 大泉第三小学校 - 都民農園 - 長久保 - 土支田地域集会所 - 光丘高校角 - 光が丘駅（区民センター前） - 練馬光が丘病院
- 保谷駅北口 - 大泉第三小学校 - 都民農園 - 長久保（出入庫、日祝日のみ）
- 練馬光が丘病院 → 光が丘駅（区民センター前） → 光丘高校角 → 土支田地域集会所 → 長久保（出入庫、日祝日のみ）

1991年（平成3年）8月20日に試行運行を開始した「旧・練馬区シャトルバス」が起源で、1992年（平成4年）4月1日より本格運行が開始された。ルートカラーは赤。「みどりバス」の主力路線で、西武バス上石神井営業所が運行を受託している。6時台から20時台まで30～45分間隔での運行で1日19往復が設定されている。2009年（平成21年）7月16日のダイヤ改正で運行時間の拡大と停留所の増設が実施されたが、都民農園 - 練馬光が丘病院間においては停留所の増設以降も他路線のように短い間隔では設置されておらず、むしろ一般路線バスより停留所数が少なくなっている。
2013年（平成25年）10月16日には保谷駅南口付近で経路変更が実施され、専用降車場での降車後に2番乗り場からの発車に改められ、停留所の増設も行われた。従来までは「保谷」としていた停留所で、降車は駅前の都道233号上の三菱東京UFJ銀行保谷支店玄関先で（西武バスの深夜急行バス降車所と兼用）、発車は東町三丁目停留所付近の西武バス操車場内からだった。2020年（令和2年）3月1日、光が丘五丁目停留所が新設された。
2021年（令和3年）10月1日、清水山の森停留所が新設された。
練馬区主要区道67号線が拡幅整備された後、2022年（令和4年）10月11日から保谷駅北口発着に変更されるのに伴い、一部の経路変更と停留所新設・廃止が行われた。また同日には、練馬光が丘病院の移転に関連して光が丘付近でも経路変更・路線延長が行われた。
2025年4月1日より日祝日に限り早朝夜間に保谷長久保間の出入庫便、および光が丘病院発の長久保行の入庫便が設定された。

### 北町ルート

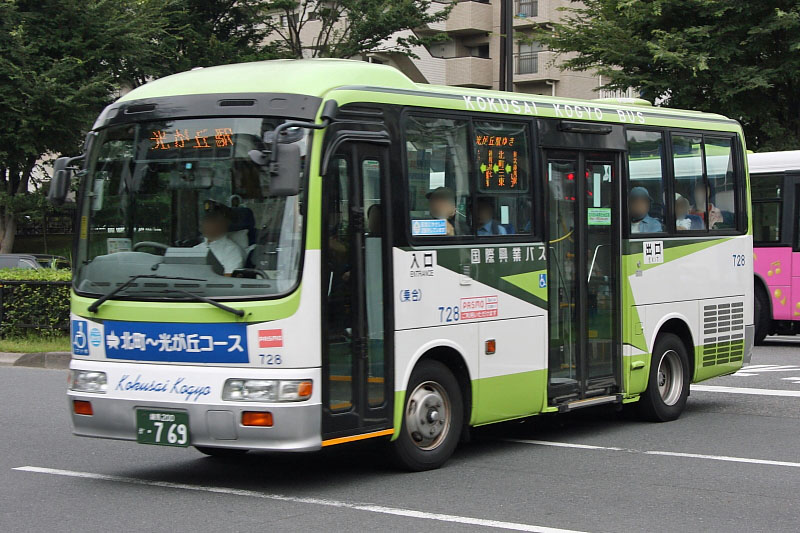
北町ルートの車両
（国際興業バス、728号車）

- 練馬01：練馬光が丘病院 → 光が丘駅 → 光が丘公園 → 田柄二丁目 → 自衛隊前 → 北町小学校 → 東武練馬駅入口 → 北町消防出張所 → 田柄二丁目 → 光が丘公園 → 光が丘駅 → 練馬光が丘病院
- 練馬01-2：練馬光が丘病院 → 光が丘駅 → 光が丘公園 → 田柄二丁目 → 自衛隊前 → 練馬北町車庫 → 東武練馬駅入口 → 北町消防出張所 → 田柄二丁目 → 光が丘公園 → 光が丘駅 → 練馬光が丘病院

ルートカラーは青。2003年（平成15年）3月3日に「練馬区バス交通実験」として試行運行が開始され、専用車としてリエッセ（728号車）が国際興業バス練馬営業所へ導入された。2011年（平成23年）3月25日のダイヤ改正で、自衛隊前→北町二丁目東間が練馬北町車庫経由となった。ただし日中時間帯の1便と当該区間が車両通行規制となる夕方以降の3便については従来の北町小学校経由のままとされている。この経路変更は同年3月16日実施の予定だったが、東日本大震災による運休の影響で順延された。
2022年（令和4年）10月11日のダイヤ改正で、練馬光が丘病院の移転によって新・練馬光が丘病院へ延伸し、旧・練馬光が丘病院停留所は「光が丘公園」停留所へ名称変更した。

### 氷川台ルート

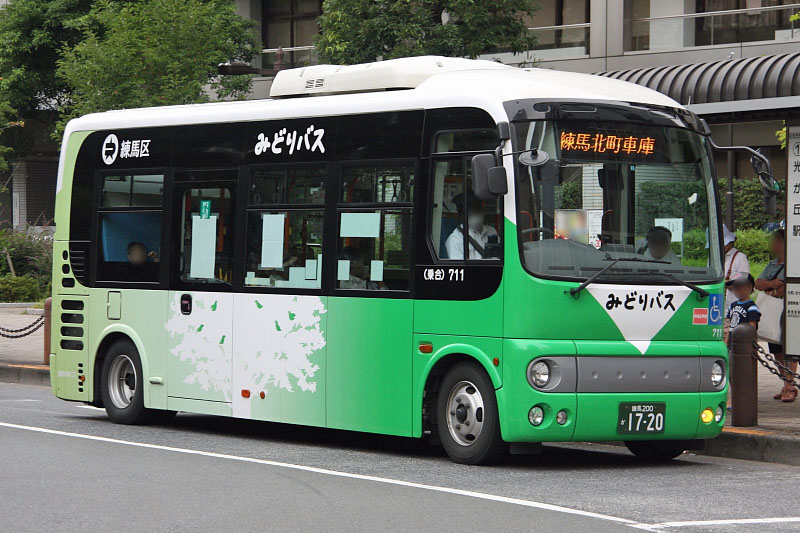
氷川台ルートの車両
（国際興業バス、711号車）

- 練馬02：練馬北町車庫 → 氷川台福祉園 → 氷川台駅 → 練馬春日町駅東 → 光が丘駅 → 練馬光が丘病院 → 光が丘公園
- 練馬02-2：光が丘公園 → 練馬光が丘病院 → 光が丘駅 → 練馬春日町駅東 → 氷川台駅 → 氷川台福祉園 → 東武練馬駅入口 → 練馬北町車庫
- 練馬03：光が丘公園 - 練馬光が丘病院 - 光が丘駅 - 練馬春日町駅東 - 練馬駅 - 氷川台駅 - 氷川台福祉園 - 東武練馬駅入口
- 練馬03-2：北町小学校 → 東武練馬駅入口 → 氷川台福祉園 → 氷川台駅 → 練馬駅 → 練馬春日町駅東 → 光が丘駅 → 練馬光が丘病院 → 光が丘公園
- 練馬03-3：光が丘公園 → 練馬光が丘病院 → 光が丘駅 → 練馬春日町駅東 → 氷川台駅 → 氷川台福祉園 → 東武練馬駅入口 → 氷川台福祉園 → 氷川台駅 → 練馬駅
- 練馬03-4：光が丘公園 → 練馬光が丘病院 → 光が丘駅 → 練馬春日町駅東 → 練馬駅 → 氷川台駅 → 氷川台福祉園 → 東武練馬駅入口 → 練馬北町車庫
- 練馬03-5：練馬駅 → 氷川台駅 → 氷川台福祉園 → 東武練馬駅入口 → 氷川台福祉園 → 氷川台駅 → 練馬駅 → 練馬春日町駅東 → 光が丘駅 → 練馬光が丘病院 → 光が丘公園

ルートカラーは緑。2005年（平成17年）7月25日に上記の関町ルートと同じ経緯で運行を開始し、2007年（平成19年）4月に国際興業バス練馬営業所へ移管されている。光が丘駅 - 練馬光が丘病院間を経由する「みどりバス」3ルートのうち、氷川台ルートのみ「あかね雲公園」停留所に停車していたが、のちにほか2ルートも経由することになった。練馬02・02-2は始発時間帯のみ運行する出入庫路線で、車両通行規制時間帯のために両方向とも練馬駅には乗り入れない。その他の枝番の系統も出入庫運用である。
2014年（平成26年）4月16日のダイヤ改正で光03（光が丘駅 - 練馬区役所）の運行休止（その後正式に廃止）による代替として練馬駅・東武練馬駅を通る経路に再編された。2022年（令和4年）10月11日のダイヤ改正で、練馬光が丘病院の移転によって新・練馬光が丘病院へ延伸し、旧・練馬光が丘病院停留所は「光が丘公園」停留所へ名称変更した。
2025年（令和7年）4月1日より、ルートの分割を行い、練馬北町車庫停留所から練馬駅を経由せず光が丘公園停留所へ向かう「光が丘線」（線カラーは紫）と、北町小学校停留所から練馬駅までを従来通りに結ぶ「練馬線」（線カラーは緑）を新設した。

### 大泉ルート

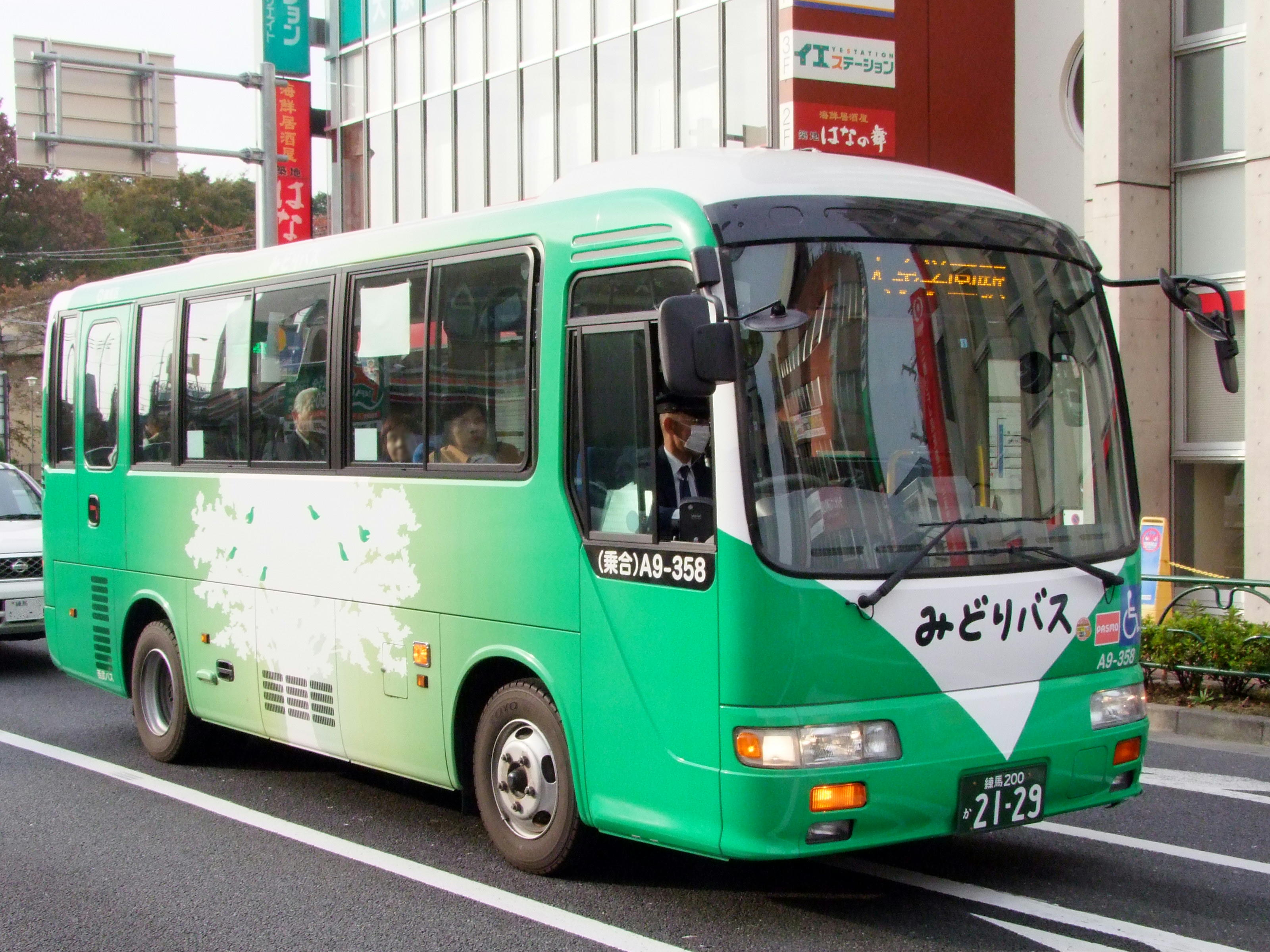
大泉ルートの車両
（西武バス、A9-358号車）

- 大泉学園駅 - 西大泉地区区民館 - 西大泉三郵便局 -（←西大泉市民農園 / 大泉学園町福祉園入口→）- 大泉学園町五丁目

2008年（平成20年）1月7日に練馬区福祉コミュニティバスとして運行開始したが、この路線は前述の2路線とは異なり、当初から西武バス上石神井営業所に運行が委託されている。30分間隔で1日25便運行される。2009年（平成21年）の「みどりバス」への名称統一に際してのダイヤの変更は実施されなかった。ルートカラーはピンク。
大泉学園駅停留所は、車内では「大泉学園駅北口」停留所と案内される。降車時はその他の西武バス一般路線と同じ降車場で行い、乗車はその先の西武バス・練48（大泉学園駅 - 練馬駅）と同様の3番乗り場である。
2025年4月1日より日祝日のみ1日23便（大泉学園駅北口発の始終車をそれぞれ30分繰り下げ・上げ）に減便された。

### 関町・南大泉ルート
- 保谷駅入口 - 大泉第二小学校 - 南大泉一丁目 - 練馬南大泉一郵便局 - 南大泉二丁目 - 石神井高校北 - 武蔵関駅南口 - 関区民センター前 - 関町南三丁目 - 関区民センター前 - 武蔵関駅南口 - 関中学校 - 上石神井駅 - 井草通り - 石神井公園 - 練馬高野台駅 - 順天堂練馬病院

2025年（令和7年）4月1日より運行を開始した、「関町ルート」及び「南大泉ルート」を統合したルート。従来2路線が起終点に利用していた「関町福祉園」停留所は折り返しができないことから、ルートを変更し付近の青梅街道上に新たに「関町南三丁目」停留所を新設して、旧2ルートを接続した。始発便に関しては関区民センター前停留所発の順天堂練馬病院行き、武蔵関駅南口発の保谷駅入口行きが設定されている。ルートカラーは関町ルートで使用されていたオレンジ。概ね80分間隔で運行されている。

## 廃止路線

### 関町ルート
- 関町福祉園 - 関区民センター前 - 武蔵関駅南口 - 女子学院入口 - 上石神井駅 - 石神井公園 - 練馬高野台駅 - 順天堂練馬病院

ルートカラーはオレンジ。2005年（平成17年）7月11日に「練馬区福祉コミュニティバス」として運行を開始した。東京福祉バスの「福祉園送迎バス」を活用する形で、2007年（平成19年）3月まで運行していた。同年4月からは西武バス上石神井営業所へ運行委託事業者が変更されている。関町福祉園発が7時台から18時台まで12便、順天堂練馬病院発は8時台から18時台まで11便が設定され、60分から75分間隔で運行される。2009年（平成21年）の「みどりバス」への名称統一に際してのダイヤの変更は実施されなかった。
2011年（平成23年）3月30日に、現行の関区民センターおよび武蔵関駅を経由する経路に変更された。
2025年（令和7年）4月1日より、本ルート及び後述の南大泉ルートを統合した「関町・南大泉ルート」が新設され、消滅した。

### 南大泉ルート
- 保谷駅入口 - 大泉第二小学校 - 南大泉一丁目 - 練馬南大泉一郵便局 - 南大泉二丁目 - 石神井高校北 - 武蔵関駅南口 - 関区民センター前 - 関町福祉園
- 保谷駅入口 - 大泉第二小学校 - 南大泉一丁目 - 練馬南大泉一郵便局 - 南大泉二丁目 - 石神井高校北 - 武蔵関駅南口

2011年（平成23年）12月16日に運行開始された路線で、みどりバス統合後に完全に新設された唯一の路線である。ルートカラーは紫。当初から西武バス上石神井営業所に運行が委託されている。練馬区が2008年度に策定した「公共交通空白地域改善計画」で南大泉地区への導入が提示され、地元住民との協議を経て運行開始に至った。7時台から19時台まで60～70分間隔で13往復が設定されるが、保谷駅入口発の始発便と夜間2便、保谷駅入口行きの早朝2便と最終便は保谷駅入口 - 武蔵関駅南口間の運転となる。
「保谷駅入口」停留所は保谷ルートの保谷停留所から離れた駅南側の練馬区南大泉地内で、到着は練馬区立南大泉自転車駐車場前、出発は旧早稲田通り上となる。
開通当初は、練馬南大泉一郵便局から富士街道を東進する保谷駅入口 - 西武車庫前間の経路であった。
2013年3月16日に延伸・経路変更が実施された。西武新宿線への連絡改善の要望を受けた結果、富士街道を西進した後に新青梅街道を経由して武蔵関駅・関町福祉園へ向かう現行経路とされた。
2025年（令和7年）4月1日に、本ルート及び前述の関町ルートを統合した「関町・南大泉ルート」が新設され、消滅した。

### 旧・練馬区シャトルバス「関出張所線」
- 関出張所 - 水道端 - 上石神井駅 - 上石神井中学校入口 - 上石神井二丁目 - 下石神井二丁目交番前 - 南田中車庫 - 富士見台駅 - 中村北四丁目 - 練馬区役所

旧・練馬区シャトルバスは1991年（平成3年）8月に保谷 - 光が丘線（現：保谷ルート）の他に上記の関町 - 練馬区役所線（関出張所線）が西武バス上石神井営業所によって新設されたが、1997年（平成9年）12月19日の都営地下鉄12号線新宿駅延伸開業によって同年12月29日に廃止された。地下鉄と直接重複する経路では無かったが練馬区報や配布時刻表などには「都営地下鉄12号線をご利用の上、区役所などへおいで下さい」とあることから最寄りの地下鉄駅もしくは既存の路線バスや西武新宿線中井駅を経由して代替経路の設定としたのである。この路線は開通以来、年10%前後のペースで利用率は伸びており、1995年度の年間利用者は約2万人に達していた。しかし保谷 - 光が丘線の1日8往復（当時）の運行に対して4往復と少なく、複数の鉄道駅へ接続し通勤通学に利用するには便利とは言い難い面はあった。区内公共施設への足としての設定に特化して運行される、という本来の運行目的と区の財源見直しなどが、廃止の一因へ繋がった。

## 車両
当初は北町ルートを除き、練馬区コミュニティバス共通の白・緑濃淡に樹木のデザイン入りラッピングの専用車で運行されていたが、現在は北町ルートも同様のラッピング車による運行である。なお、検査時には一般塗装車による代走も見られる。
保谷ルートは、旧・練馬区シャトルバスとしての運行開始当初から中型車による運行が続いている。2002年（平成14年）には専用の中型ワンステップバスが導入され、その後はノンステップバスも導入された。いずれも通常の一般塗装で導入されたのちに前面に識別用のシールを貼っていたが、当初は前面の識別用シールも存在せず、他の一般路線でも使用可能だった。現在では検査などによって通常塗装の中型車による代走も見られる。2021年（令和3年）には、西武バスの新塗装「S-tory」にラッピングを施した車両が導入された。
北町ルートには国際興業バス標準塗装の、大泉ルートではみどりバス塗装の日野・リエッセがそれぞれ導入されていた。北町ルートに使用していたリエッセは前面に青い識別用シールを貼っただけの車両で運行していた。大泉ルートでは、鋭角状の建物が張り出していた丸山西橋交差点において日野・ポンチョで右左折するのが困難なため、2008年（平成20年）7月に泉38系統（大泉学園駅北口 - 大泉桜高校 - 長久保）で使用していた日野・リエッセと交換された。塗装は白一色に「Seibu Bus」のロゴが入った簡易塗装となり異彩を放っていた。2009年（平成21年）には「みどりバス」塗装の新車に交代しているほか、現在では道路改良が完了したため、日野・ポンチョが新車導入されている。

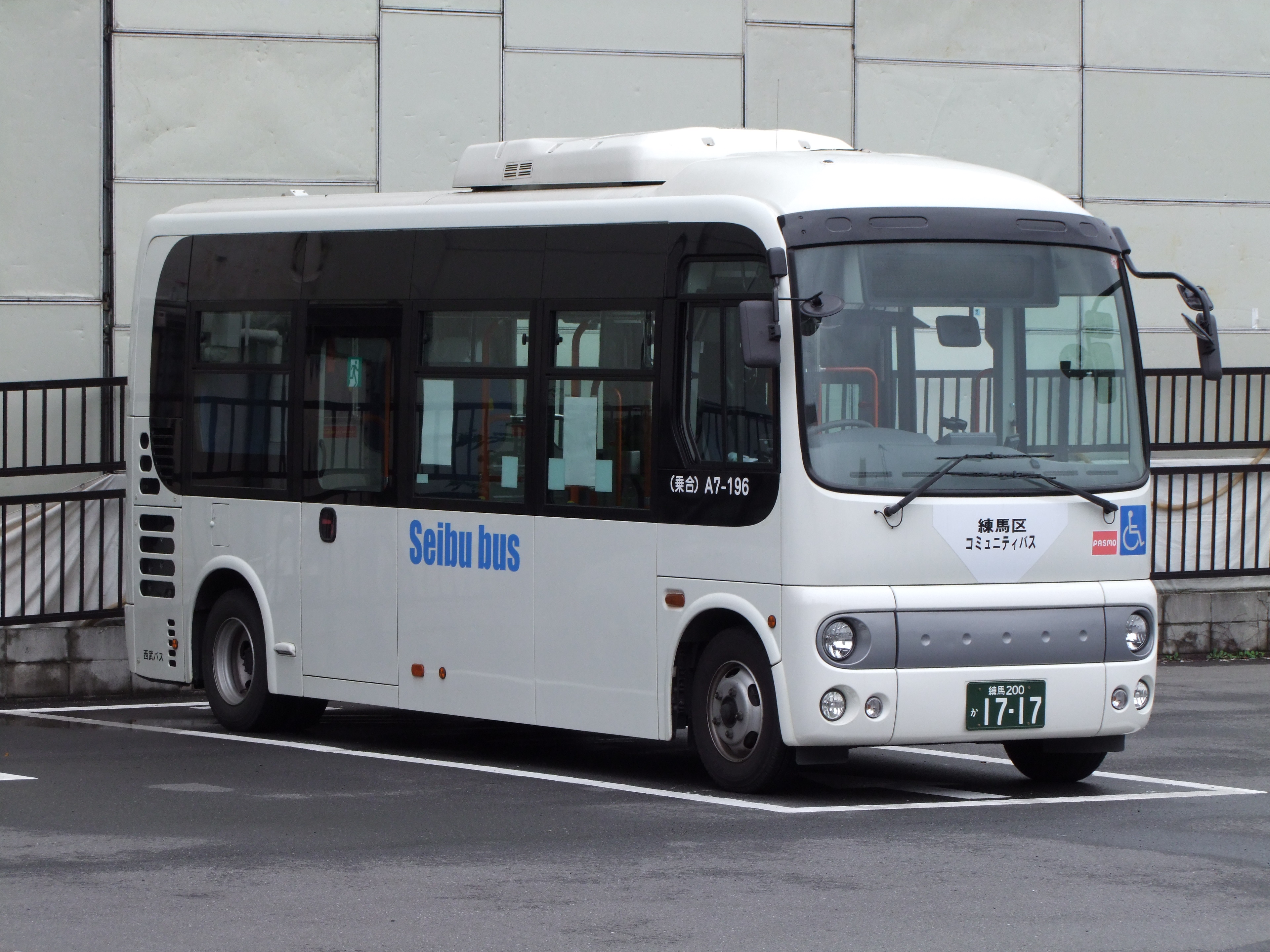
大泉ルート用の簡易塗装の日野・ポンチョ （西武バス、A7-196号車）
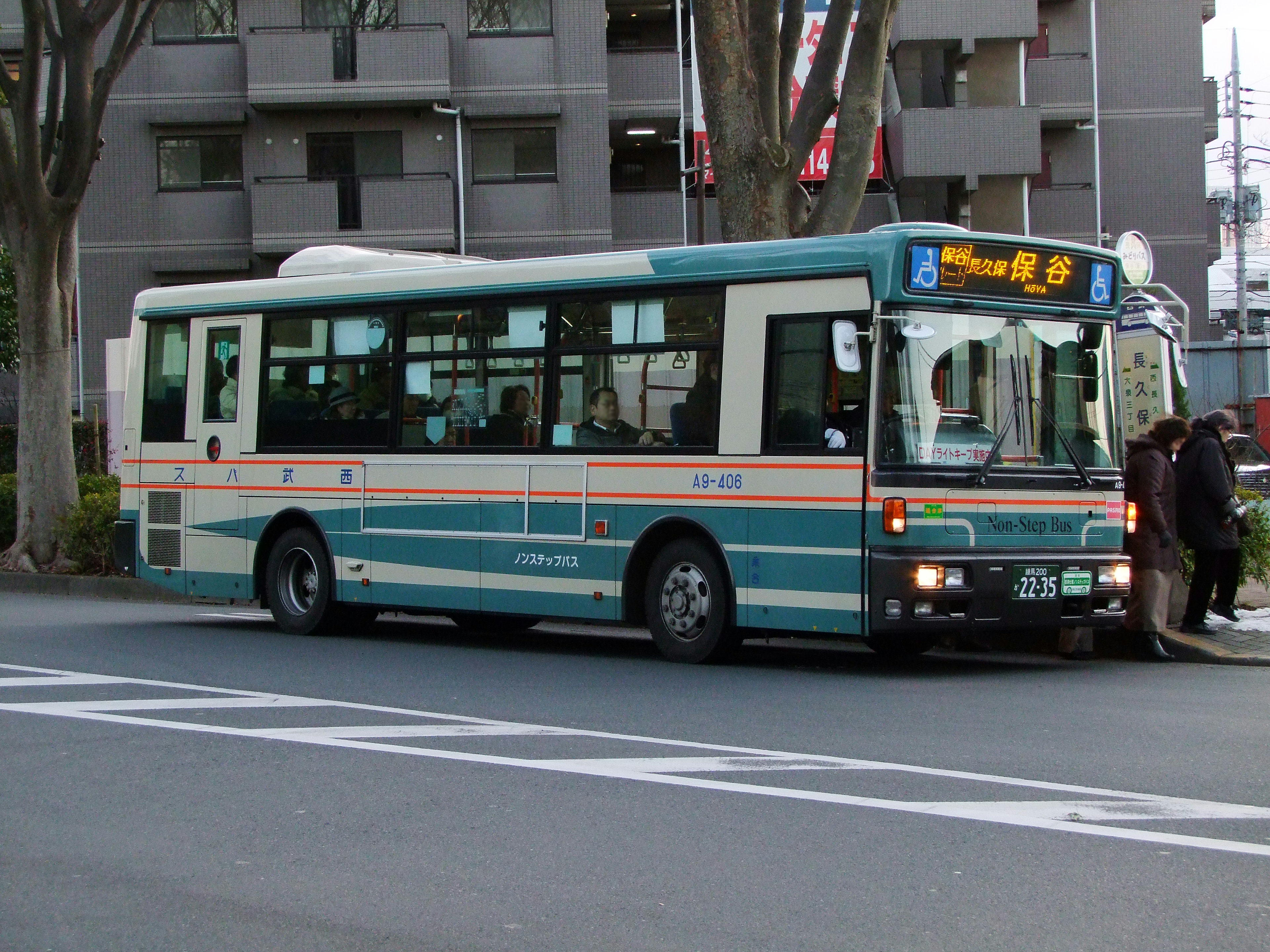
保谷ルートを代走する一般色の中型車 （西武バス、A9-406号車）
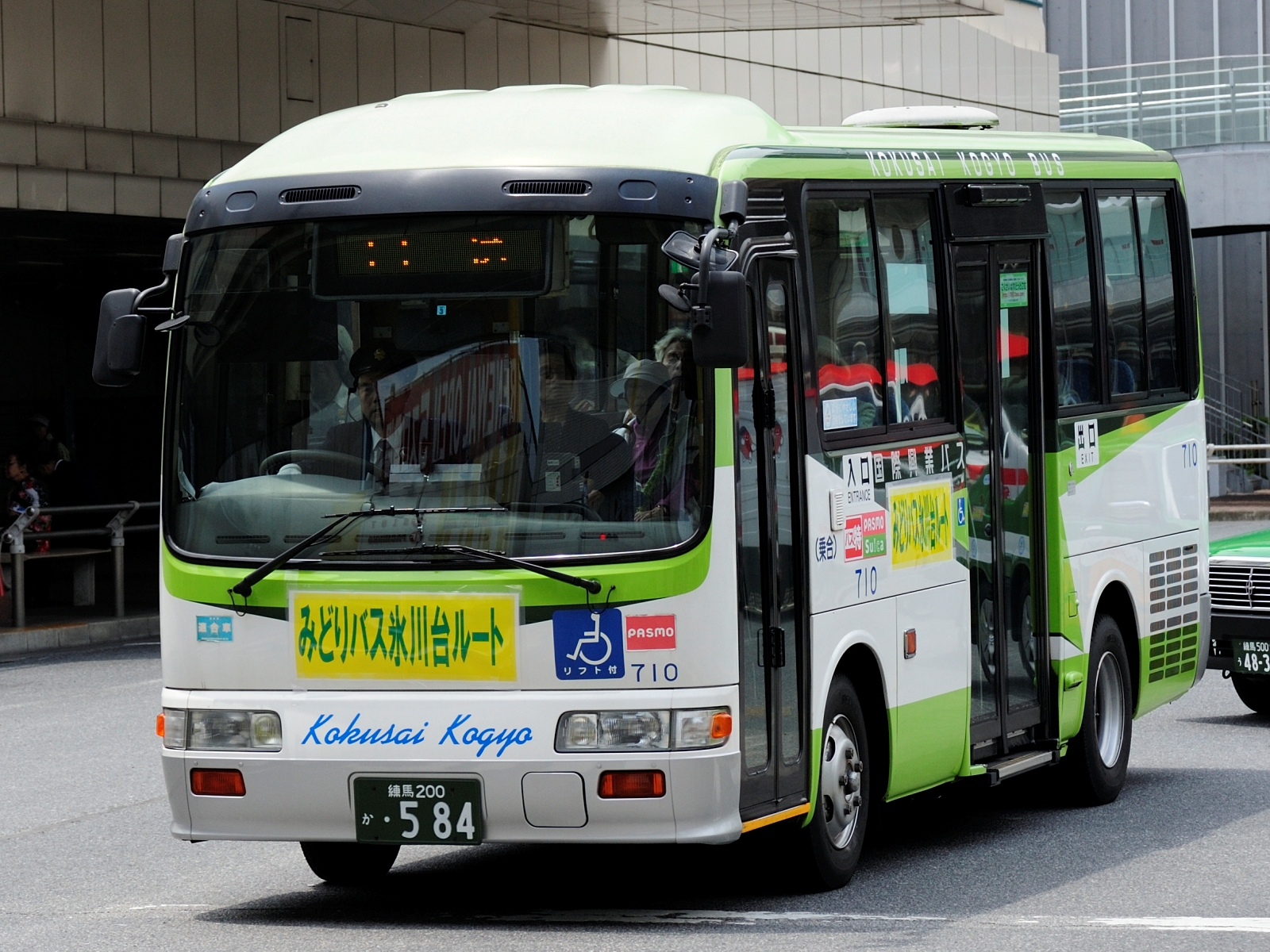
氷川台ルートを代走する一般色の日野・リエッセ (国際興業バス、710号車)